# Paraggi
Paraggi è una frazione di 16 abitanti del comune di Santa Margherita Ligure, nella città metropolitana di Genova.

## Geografia fisica

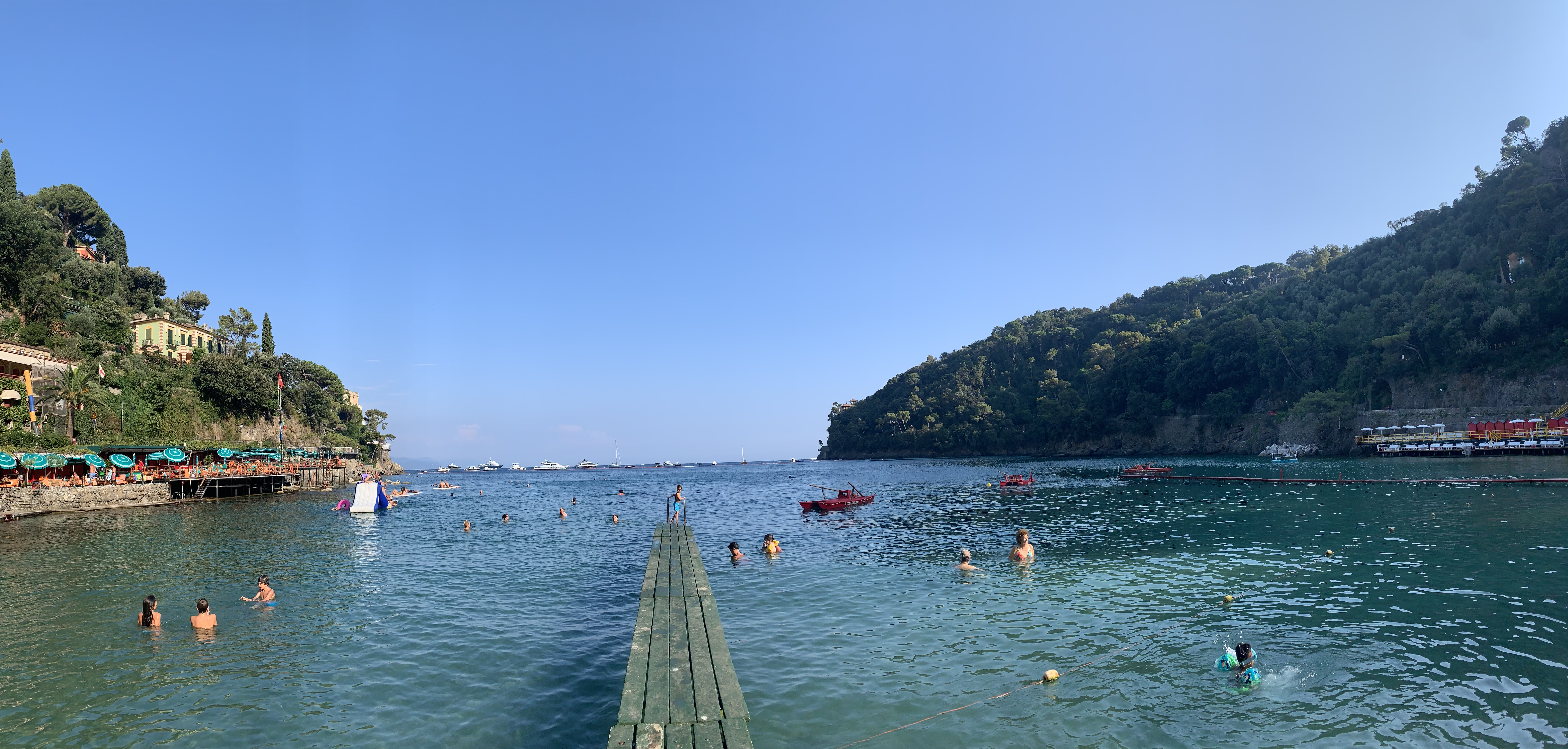
La baia di Paraggi vista dalla spiaggia

Si trova lungo la cosiddetta Costa dei Delfini, a metà strada fra Santa Margherita Ligure e Portofino, lungo la strada provinciale 227 di Portofino. Dista circa 3 km da Santa Margherita ed è raggiungibile in autobus o via mare.
La località è sita a 5 m sul livello del mare.
Dalla baia di Paraggi transitano alcuni sentieri boschivi facenti parte del parco naturale regionale di Portofino: tra questi il cosiddetto "sentiero dei baci", collegante la frazione sammargheritese alla valle dei Mulini, all'eremo di Sant'Antonio di Niasca e alla stessa Portofino.

## Storia
Paraggi nacque come un piccolo abitato di pescatori e mugnai: erano ben trentaquattro i mulini che si trovavano lungo l'odierna "via dei Mulini"; oggi è diventato un rinomato centro balneare dotato di una spiaggia libera e attrezzata ed offre una ricettività di alto livello e locali di tendenza.

## Monumenti e luoghi d'interesse

### Architetture militari
- Castello di Paraggi. La costruzione fu decisa nel 1626 dalla Repubblica di Genova per una maggiore difesa del territorio e della costa lungo il promontorio portofinese. Oggi la struttura, convertita negli anni ad uso civile e denominata come villa Bonomi Bolchini, è adibita ad abitazione privata.